# 1276

## Починали
- Василий, велик княз на Владимирско-Суздалското княжество